# Josef Hendrichs
Josef Hendrichs (auch Joseph Hendrichs, bürgerlich Josef Erperstorfer) (* 19. April 1915 in Wien; † 8. Februar 2009 ebenda) war ein österreichischer Schauspieler und Hörspielsprecher.

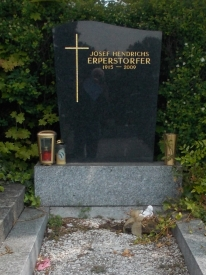
Grabstätte von Josef Hendrichs

## Leben
Josef Hendrichs arbeitete sowohl als Bühnen- als auch als Film- und Fernsehschauspieler. Über viele Jahre hinweg gehörte er dem Ensemble des Wiener Volkstheaters an. Vor der Kamera debütierte er 1954 in der Filmbiografie Ewiger Walzer als Josef Strauss. In den Folgejahren war er in weiteren deutschen und österreichischen Produktionen auf der Leinwand zu sehen. Große Popularität bescherte ihm auch das Fernsehen, insbesondere an der Seite von Fritz Eckhardt. In dessen Serie Wenn der Vater mit dem Sohne spielte er den Prokuristen Gutmann, in Hallo – Hotel Sacher … Portier! verkörperte er Siegfried Hrdlička, den spröden Dauerverlobten von Resi Huber alias Elfriede Ott. Daneben war Hendrichs bereits seit 1947 umfangreich für den Hörfunk tätig.
Josef Hendrichs war seit 1952 bis zu seinem Tod mit der Schauspielkollegin Hilde Rom verheiratet. Er verstarb 93-jährig in seiner Geburtsstadt Wien und wurde am 19. Februar 2009 auf dem Sieveringer Friedhof beigesetzt. (Grablage: Abteilung 2, Gruppe 13, Grab 96)

## Filmografie
- 1954: Ewiger Walzer
- 1955: Geheimnis einer Ärztin
- 1957: Der Pfarrer von St. Michael
- 1957: Bilanz des Jahres
- 1959: Mädchen für die Mambo-Bar
- 1960: Der jüngste Tag
- 1960: Wegen Verführung Minderjähriger
- 1962: Stützen der Gesellschaft
- 1963: Alles gerettet
- 1963: Karriere
- 1964: Ein Volksfeind
- 1965: Der Tag danach
- 1966: Der Fall Auer/Ranneth – Unschuldig hinter Gittern
- 1966: Donaug’schichten – W. M. und die Ölquelle
- 1967: Das Attentat – Der Tod des Engelbert Dollfuß
- 1968: Pater Brown – Das Paradies der Diebe
- 1969: Die Moritat vom Räuberhauptmann Johann Georg Grasel
- 1969: Schwester Bonaventura
- 1969: Die Geschichte der 1002. Nacht
- 1971: Der Hauptmann
- 1971: Wenn der Vater mit dem Sohne (10 Folgen als Prokurist Gutmann)
- 1972: Die Abenteuer des braven Soldaten Schwejk
- 1972: Briefe von gestern
- 1973–1974: Hallo – Hotel Sacher … Portier! (17 Folgen als Siegfried Hrdlička)
- 1977: Alpensaga – Der Kaiser am Lande
- 1978: Tatort – Mord im Krankenhaus
- 1978: Ein echter Wiener geht nicht unter – Urlaubsfreuden
- 1981: Die Feen sterben aus
- 1981: Tatort – Mord in der Oper
- 1995: Schlafes Bruder
- 1995: Die Ameisenstraße

## Hörspiele
- 1947: Die Verwandlung des Don Vicente – Autor: Hans Nüchtern – Regie: Otto Ambros
- 1953: Die Nacht von Lilienfeld – Autor: Josef Feiks – Regie: Otto Ambros
- 1953: Kopernikus und die Folgen – Autor: Franz Theodor Csokor – Regie: Edwin Zbonek
- 1955: Das Abschiedsgeschenk – Autor: Terence Rattigan – Regie: Ernst Schönwiese
- 1955: Die Unbekannte aus der Seine – Autor: Ödön von Horváth – Regie: Erich Neuberg
- 1955: Leben Sie wohl, Mister Chips – Autoren: James Hilton und Barbara Burnham – Regie: Ernst Schönwiese
- 1956: Die tote Königin – Autor: Henry de Montherlant – Regie: Otto Ambros
- 1957: Der Fischbecker Wandteppich – Autor: Manfred Hausmann – Regie: Julius Filip
- 1957: Etappenziel – Autor: Eduard König – Regie: Julius Filip
- 1958: Das Nachfolge Christi-Spiel – Autor: Max Mell – Regie: Julius Filip
- 1958: Die goldene Fracht – Autor: Frank Norris – Regie: Alfred Hartner
- 1958: L'Onore – Autor: Franz Hiesel – Regie: Julius Filip
- 1959: Bluthochzeit – Autor: Federico García Lorca – Regie: Julius Filip
- 1959: Fährten – Autor: Ferdinand Bruckner – Regie: Erich Schwanda
- 1959: Mein Faust – Autor: Paul Valéry – Regie: Werner Riemerschmid
- 1960: Unser altes Haus – Autoren: Jörg Mauthe und Walter Davy – Regie: Walter Davy
- 1967: Das Wunder von Wien – Autor: Hellmut Butterweck – Regie: Heinz Hostnig
- 1972: Himmelwärts – Autor: Ödön von Horváth – Regie: Friedhelm Ortmann
- 1977: Kassiber oder Herrn Amseltags Verwirrung – Autor: Alfred Gesswein – Regie: Ernst Köhler
- 1978: Der lebende Leichnam – Autor: Lew Tolstoi – Regie: Vaclav Hudecek
- 1978: Die weiße Krankheit – Autor: Karel Čapek – Regie: Vaclav Hudecek
- 1978: Und sowas lebt – Autor: Finn Soeberg – Regie: Wolf Neuber
- 1980: Schlechtwetter – Autor und Regie: Gerald Gam
- 1981: Das Mutterglück des Martin P. oder: Mädchen, Mädchen, oh Mann, oh Mann – Autor: Alfred Komarek – Regie: Erich L. Koller
- 1981: Der zweite Schuß – Autor: Robert Thomas – Regie: Peter Fröhlich
- 1983: Der Clown – Autorin: Karin Geyer – Regie: Claudia Luchesi